# Rojinkes mit Mandlen
Rojinkes mit Mandlen (în idiș ראָזשינקעס מיט מאַנדלען, în traducere română Roșcove și migdale) este un cântec de leagăn tradițional evreiesc popularizat de Avram Goldfaden (1840-1908) în music-hall-ul său idiș „Shulamis (1880). A devenit atât de bine cunoscut încât și-a asumat statutul de cântec popular clasic. El a fost înregistrat atât vocal, cât și instrumental de mai mulți artiști de-a lungul anilor, inclusiv Itzhak Perlman, Chava Alberstein, Benita Valente și Ella Jenkins. A devenit în timp un cântec de leagăn comun în rândul evreilor europeni așkenazi.
Acest cântec are multiple traduceri și versiuni, cu unele mici modificări în versurile din limba idiș. Un vers al cântecului apare în romanul War and Remembrance (1978) al lui Herman Wouk atât în idiș, cât și în traducere în engleză, precum și în miniseria de televiziune inspirată de această carte.

## Legături externe
- Versuri și diverse alte materiale referitoare la melodie
- Versurile, scrise în alfabetul idiș